# Liskî, Volodîmîr-Volînskîi
Liskî (în ucraineană Ліски) este un sat în comuna Bilîn din raionul Volodîmîr-Volînskîi, regiunea Volînia, Ucraina.

## Demografie
Componența lingvistică a localității Liskî
     Ucraineană (99%)
     Alte limbi (1%)
Conform recensământului din 2001, majoritatea populației localității Liskî era vorbitoare de ucraineană (99%), existând în minoritate și vorbitori de alte limbi.